# 경무청
경무청(警務廳)은 조선왕조와 대한제국 시대에 설치된 중앙 행정 관청 가운데 하나이다. 각 지역의 경무 사무를 감독하고 감옥서를 관리하였다. 1894년 갑오경장 때 기존의 포도청 및 순청을 통합하여 설립되었으며, 1900년에 독립 관청인 경부(警部)로 승격되었다가 1902년에 다시 내부(內部) 소속의 경무청으로 환원되었다.

## 연혁
- 1894년 7월 20일, 경무청 설치 (내무아문 소속 관청)[1]
- 1900년 6월 12일, 경부(警部) 승격[2]
- 1902년 2월, 경무청으로 복설[3]
- 1907년 7월 27일, 경시청(警視廳)으로 개편 (일본식 경찰 체제로 개편)
- 1910년 8월 29일, 폐지 : 경술국치(庚戌國恥)

## 청사
경무청 청사는 한 차례 위치 변동이 있었다. 경무청이 설립된 1895년부터 경복궁 광화문 앞 세종대로의 동편, 현재의 KT 광화문빌딩 남쪽 부지에 있었고, 경부로 승격되었던 1900년부터는 세종대로 서편, 현재의 세종로공원 북쪽 부지에 소재하였다.

## 조직
- 경무국(警務局)
  - 경무과(警務課)
  - 문서과(文書課)
- 회계과(會計課)
- 경무오서(警務五署) : 한성부 관내 경무서
  - 경무동서(警務東署)
  - 경무서서(警務西署)
  - 경무남서(警務南署)
  - 경무북서(警務北署)
  - 경무중서(警務中署)

## 경무청 관직
- 경무사(警務使) 1명 : 칙임관(勅任官)
- 경무부관(警務副管) 1명 : 주임관(奏任官)
- 경무관(警務官), 총순(總巡), 서기(書記) : 판임관(判任官)
- 감금(監禁), 부감금(副監禁), 감수(監守) : 판임관
- 기타 감금서기(監禁書記) 1명, 압뢰(押牢) 10명 등

### 경부 관직
- 대신(大臣) 1명 : 칙임관
- 협판(協辦) 1명 : 칙임관
- 서무국장(庶務局長) 2명 : 칙임관 또는 주임관
- 경무관(警務官) 15명 : 주임관
- 주사(主事) 8명, 총순(總巡) 40명 : 판임관
- 감옥서장(監獄署長) 1명 : 주임관
- 간수장(看守長) 2명, 주사(主事) 2인명 : 판임관

## 같이 보기
- 내부
- 감옥서